# Francisco Monterde
Francisco Monterde García Icazbalceta (Ciudad de México, 9 de agosto de 1894 - Ibídem, 27 de febrero de 1985) fue un escritor, crítico literario, catedrático, investigador filológico y académico mexicano.Doctor en letras por la UNAM, dirigió la Academia Mexicana de la Lengua (miembro de número).
Participó en la organización de varias asociaciones de escritores.
Participó activamente en los movimientos renovadores del teatro mexicano.
Perteneció al Seminario de Cultura Mexicana.
Fue jefe de la oficina de publicaciones del Departamento de Bibliotecas de la Secretaría de Educación Pública (SEP).
Subdirector de la Biblioteca Nacional.
Profesor de la Preparatoria Nacional.
Director de la Imprenta Nacional ( 1939-1950)
Director del Museo de Historia y Antropología 1931 y Bibliotecario.
Premio Nacional de Ciencias, Letras y Artes en 1975, ganó en el campo de Lingüística y Literatura.

## Semblanza biográfica
Fue sobrino nieto de Joaquín García Icazbalceta. Como escritor incursionó en la poesía, el teatro, cuento, novela, ensayo y crítica literaria. Fue catedrático de la Universidad Nacional Autónoma de México (UNAM). Fue bibliotecario en el Museo Nacional de Historia y Antropología y de la Biblioteca Nacional de México. Fue director de la Imprenta Universitaria y del Centro Mexicano de Escritores.
Fue elegido miembro correspondiente de la Academia Mexicana de la Lengua el 12 de julio de 1939, años más tarde, fue nombrado miembro de número, tomó posesión de la silla II el 5 de diciembre de 1951. Fue director de esta institución desde 1960 hasta su muerte. Por otra parte, fue nombrado miembro correspondiente de la Academia Argentina de Letras el 9 de mayo de 1963. Murió en la Ciudad de México el 27 de febrero de 1985.

## Obras publicadas
- El madrigan de Cetina, 1918.
- El secreto de la Escala, 1918.
- Los virreyes de la Nueva España, 1922.
- La jornada de Moctezuma, 1922.
- Amado Nervo, 1929.
- La careta de cristal, 1932.
- Cuentos mexicanos, 1936.
- Bernardino de Balbuena y la "Grandeza Mexicana", 1941.
- El temor de Hernán Cortés y otras narraciones de la Nueva España, 1943.
- Sakura, 1943.
- Moctezuma, el de la silla de oro, 1945.
- Cultura mexicana. Aspectos literarios, 1946.
- Moctezuma II, señor del Anáhuac, 1947.
- Chapultepec, 1947.
- Teatro indígena prehispánico, 1955.
- Teatro mexicano del siglo XX, 1956.
- Díaz Mirón, 1956.
- Presente involuntario, 1957.
- Dos comedias mexicanas, 1958.
- La dignidad de don Quijote, 1959.
- Netsuke, 1962.